# ラッシュ・リーズ
ラッシュ・リーズ(Rush Rhees、1905年3月19日 - 1989年5月22日)は、アメリカ合衆国のヴィトゲンシュタイン派の哲学者。スウォンジ大学に1940年から1966年まで勤めた。
リーズは主にルートヴィヒ・ヴィトゲンシュタインの弟子・友人・遺著管理者として知られる。リーズはエリザベス・アンスコムとともにヴィトゲンシュタインの死後に彼のとても影響力の高い作品『哲学探究』(1953年)を編纂した。また、リーズは『数学の基礎』、『哲学的考察』、『哲学的文法』などの、ヴィトゲンシュタインの発表されていない遺稿を出版する権限があった。

## 生涯
彼はバプティスト派の牧師、著述家にしてロチェスター大学の学長であったベンジャミン・ラッシュ・リーズの息子としてロチェスターで生まれた。
彼はロチェスター大学で哲学を学んだが、無礼な質問をしたために1922年に追い出された。
1924年にはエディンバラに行き、そして1928年に卒業した。 
1932年にはケンブリッジで研究員になった。
ケンブリッジではジョージ・エドワード・ムーアに印象を強く持たせた。ムーアは、リースが最もよくできる生徒だと書き残している。最も重要なこととして、彼はヴィトゲンシュタインと出会っている。ヴィトゲンシュタインはリーズの個人的に親しい友人となり、リーズがスウォンジに引っ越して以降も彼を訪ねた。リーズ 主にヴィトゲンシュタイン哲学の紹介者として、そして友人・同僚のピーター・ウィンチや以前の弟子で彼の遺著管理者となるデウィ・ゼファニア・フィリップスらに対する影響力で知られた。リーズは編纂の責任者であるだけではなくヴィトゲンシュタインの残した遺産を発展させもして、ヴィトゲンシュタインが時々口にしていた自分がどう理解されたいかを反映して宗教的・倫理的理解を重視することもあった。ゲオルグ・ヘンリク・フォン・ヴリクトおよびエリザベス・アンスコムとともに彼はヴィトゲンシュタインによって遺著管理者に指名された。また、リーズはヴィトゲンシュタインの個人的な遺言の執行者でもあった。リーズは他の哲学者、特に例を挙げればシモーヌ・ヴェイユの作品に大きな関心を集めるのにも影響した。
あるとき、リーズはキングス・カレッジ・ロンドンに先生を訪ね、ウィンチやノーマン・マルコムとともにヴィトゲンシュタイン派の「恐るべき三頭政治」を布いている。
リーズは妻の死後1982年にスウォンジに戻った。スウォンジで1983年から大学院の毎週の講義で教え続け、ケンブリッジの伝統にのっとって少数の学生を研究活動についてより詳しく討論できる「アットホーム」な会合に迎えた。また、彼は自分がスウォンジで講師をしていたころに(1966年に引退した)、参加してきた著名な哲学者たちの中でヴィトゲンシュタインを会長に選んだ哲学の学会にも毎週参加した。その学会は学生が自らの知性を試し、磨くことを期待されるフォーラムでもあった。以上のように、リーズが20世紀の最も優れた哲学者の注釈のみに専心したのではないことは明らかである。彼は複数出された力作で哲学に対する自身の深い洞察の進化を世に問い続けた。彼は自らの能力を消去して、以前教職にあった際に普及をあきらめなければいけなかったスウォンジで名誉学位を受けさせられなければいけなかった。彼は1989年に亡くなり、スウォンジ近くのマンブルズにあるオイスターマウス霊園に葬られた。

## 作品
- (ed.) Studies in Logic and Probability (1952), a selection of works by George Boole
- (ed.) Philosophical Investigations (1953), Wittgenstein
- Without Answers, New York: Schocken Books, (1969)
- Wittgenstein and the Possibility of Discourse (1988)
- On Religion and Philosophy (1997)
- Moral Questions (1999)